# Línguas pama–nyungan

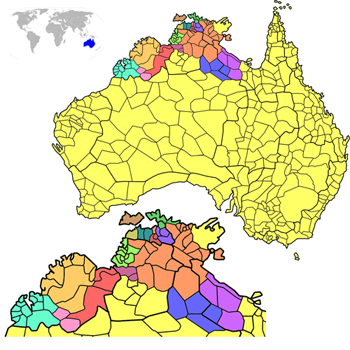
Mapa linguístico da Austrália; a família Pama-Nyungan está indicada em amarelo

O grupo linguístico pama-nyungan abrange a maioria das línguas faladas pelos aborígenes australianos.
O grupo foi identificado pelo lingüista estadunidense Kenneth Hale (1934 – 2001) do MIT na sua classificação das línguas nativas da Austrália. 
Conforme Hale, esse grupo formado por idiomas inter-relacionados, abrange a maior parte do território da Austrália. As demais doze outras famílias linguísticas concentram-se na costa norte. O grupo Pama-Nyungan totaliza a maior parte dos falantes entre os aborígenes, apresentando também o maior número de línguas.

## Nome
O nome dessa família de línguas é formado pela união da palavra “homem” nas línguas do Nordeste (”Pama”) com a palavra (“Nyunga”), que tem o mesmo significado nas línguas do Sudeste
da Austrália.

## Classificação
Conforme Nicholas Evans da Universidade de Melbourne as línguas mais próximas às do grupo Pama-Nynguan são, em primeiro lugar, o Garawa (língua isolada) e depois as línguas do grupo Tankik. As de parentesco mais distante são as línguas Gunwinyguan, classificadas num grupo maior, a família Macro-Pama-Nyungan. 

## Outros Grupos
As demais línguas aborígenes da Austrália são chamadas de “Não Pama Nyunguan”, embora não seja esse um nome taxonômico correto.

## Línguas
Precisar a quantidade exata de línguas pertencentes à família Pama-Nyungan não é tarefa fácil, porém, avalia-se a existência de centenas delas, sendo a grande maioria falada por pequenos grupos étnicos com poucas centenas de pessoas ou menos. Na maioria são línguas em via de extinção ou mesmo já desaparecidas.
O grupo Pama-Nyungan inclui cerca de 175 línguas classificadas em 14 sub-grupos remanescentes e numerosos outros já extintos. 

### Listagem
Na listagem apresentada estão as sub-famílias e seus idiomas. Muitos estão extintos, outros tantos têm menos de dez falantes. Acerca de outros não há informações precisas. Junto a algumas línguas está informada entre parênteses a quantidade de pessoas falantes e, em alguns casos, a data (ano) dessa estimativa.
Os grupos e seus idiomas são:
- Yuulngu ou Yolngu Matha: Djinang, Dhangu, Dhuwal (500), Djinba, Ritharngu, Dhay'yi, Yan-nhangu.
- Paman
  - Norte: Gudang, Atampaya (4 - 1981), Uradhi (2 - 1981), Wudhadhi, Tjungundji, Mpalityanh, Yupngayth, Linngithigh, Ngkoth, Yinwum, Aritinngithigh, Awngthim, Mbiywom, Wik-Me'anha, Wik Ngathana, Wik-Ngatha (126), Wik-Mungkan (600), Wik-Iiyanh, Wik-Epa, Wik-Keyangan, Wik-Nantjara , Kugu-Muminh , Kugu-Ugbanh, Kugu Uwanh (40), Kugu-Mangk;
  - Oeste: Thaayore, Yir Yoront (15 – 1991);
  - Nordeste: Kantyu, Umpila;
  - Lamalamicas: Umbindhamu, Umbuygamu , Mbariman-Gudhinma, Lama-Lama, Gugu Warra;
  - Costais: Koko Pera, Gog Nar;
  - Central: Thaypan (2 – 1981), Aghu-Tharnggala, Gogo Mini, Dagalag, Kawarrangg, Oykangand;
  - Norman: Kurtjar, Kuthant, Walangama , Areba, Gunggara;
  - Flinders: Gugadj;
  - Sul: Agwamin Mbabaram (extinta – 1972), Mbara;
  - Mayabic: Mayi-Kutuna, Mayi-Kulan, Ngawun;
- Yalanjic: Guugu Yimidhirr (250), Guugu Yalandyi;
- Yidinyic: Djabugay (3 – 1981), Yidiny (12 – 1991);
- Dyirbalic Dyirbalic: Dyirbal, Warrgamay;
- Nyawaygic: Nyawaygi, Wulguru;
- Maric : Guwa, Yanda, Yirandhali, Gunggari, Birria, Gugu Badhun, Gudjala, Yilba, Biri, Giya Yiningay, Wadjalang, Gayiri, Gangulu, Bidyara, Yiman, Margany, Guwamu
- Waka-Kabic: Darambal, Bayali, Gureng Gureng, Gabi, Wuliwuli, WagaBarunggam, Muringam;
- Durubalic: Turrubal, Gowar;
- Gumbaynggiric: Gumbaynggir, Yaygir;
- 'Yuin-Kuric: Ugarapul, Yugambeh, Nganyaywana, Dyangadi, Worimi, Awabakal, Gudungura, Ngarigu, Thawa Dyirringany, Dhurga, Dharawal, Darkinyung, Dharuk;
- Wiradhuric: Gamilaraay  (3 – 1997), Ngiyambaa (12), Wiradhuri (extinta);
- Baagandji: Bandjigali, Baagdandji
- Yotayotic: Yotayota, Yabula-Yabula (3 – 1981);
- Kulinic: Wemba, Nari Nari, Wathawurung, Kolakngat, Wuywurung, Bungandidj, Kuum Kopan Noot  Chaap Wuurong;
- Ngarinyeric-Yithayithic: Ngarinyeri, Ngayawung, Yuyu, Keramin, Yitha-Yitha-Yitha
- Karnic: Lhanima, Pitta-Pitta (2), Arabana, Midhaga, Garuwali, Yarluyandi, Ngamini, Yandruwandha, Diyari, Pirlatapa, Wangkumara, Badjiri, Bidjara
- ’’’Yardli’’’: Malyangaba, Yardliwarra
- Wagaya-Warluwaric: Wagaya, Yindjilandji, Warluwara (3 – 1981);
- Kalkatungic: Kalkatungu, Yalarnnga
- Arandicas: Kaytetye, Alyawarre, Arrernte (2200), Baixo Arrenrnte, Andegerebinha, Anmatyerre;
- Pama-Nyungan Sudoeste: Walmajarri (1000), Djaru, Gurindji, Mudburra, Ngarinman, Garadyari (12 – 1991) Mangarla, Nyangumarta (520 – 1991), Ngarla, Nyamal, Nyiyabali, Tjurruru, Kariyarra, Martuthunira, Nhuwala, Yindjibarndi (algumas centenas), Binigura, Warriyangga, Jiwarli, Tharrgari, Thalanyji, Bayungu, Yinggarda, Maya Australiana, Malgana, Nhanda, Wajarri (25), Badimaya (4), Wirdimay, Wirangu (10), Warnman, Warlmanpa (50 – 1981), Warlpiri (300), Ngardi (90), Nyungar, Ngadjunmaya, Adnyamathanha (20 – 1990), Banggarla, Kaurna; Línguas do Deserto do Oeste (alguns milhares) –entre as quais Pitjantjatjara (3000);
- Muk Thang
- Dhuduroa
- Kala Lagaw Ya (3500)
- Muruwari
- Warumungu
- Ilhas Flinders
- Barrow Point (1 -  1991)
- Bandjalang (10 – 1993)
- Pallangahmiddang